# Покровское (Тамбовская область)
Покро́вское — село в Петровском районе Тамбовской области России. Входит в состав Петровского сельсовета.

## География
Село находится на расстоянии в 2 км к северо-западу от села Петровское, административного центра района, и 83 км к западу от города Тамбов, административного центра области.

## Население
| 2002 | 2010 |
| ---- | ---- |
| 484  | ↘415 |

### Национальный состав
Согласно результатам переписи 2002 года, в национальной структуре населения русские составляли 97 % из 484 чел.

## Известные уроженцы
- Климов, Тимофей Иванович (1889—1946) — советский фехтовальщик. Заслуженный мастер спорта СССР.